# فرودگاه کوو سید رنچ پرت
فرودگاه کوو سید رنچ پرت (به انگلیسی: Cove Side Ranch Port Airport) یک فرودگاه خصوصی است که یک باند فرود چمن دارد و طول باند آن ۵۷۹ متر است. این فرودگاه در شهر کوو، اورگن کشور ایالات متحده آمریکا قرار دارد و در ارتفاع ۸۴۴ متری از سطح دریا واقع شده‌است.